# Fortim de São Vicente
O Fortim de São Vicente localizava-se na ponta da Fortalezinha, no continente, fronteiro à praia de São Vicente, na ilha de mesmo nome, no litoral do atual estado brasileiro de São Paulo.

## História
Este fortim encontra-se relacionada por BARRETTO (1958) em nota, como uma das estruturas outrora existentes em Santos, designando-a como Fortalezinha de São Vicente (op. cit., p. 264).